# AC75
La classe AC75 est une jauge de voiliers de régate monocoques à foils de 75 pieds utilisés lors de la 36e édition de la Coupe de l’America, du 6 au 21 mars 2021 et à nouveau lors de la 37e édition en 2024. 
Les AC75 comportent deux foils horizontaux montés sur des bras articulés sur le côté du bateau et manipulés par un système hydraulique monotype. En configuration de course, le foil sous le vent est dans l'eau et génère la portance qui permet de faire voler le bateau dès 7 à 8 nœuds de vent, le foil au vent étant relevé pour contrer la gîte. Cette configuration unique permet l’absence de quille. 
L'équipage est composé de onze membres et sa composition diffère selon les équipes lors de la 36e édition. Il est composé de huit membres (2 barreurs, 2 régleurs et 4 wincheurs) lors de la 37e édition.

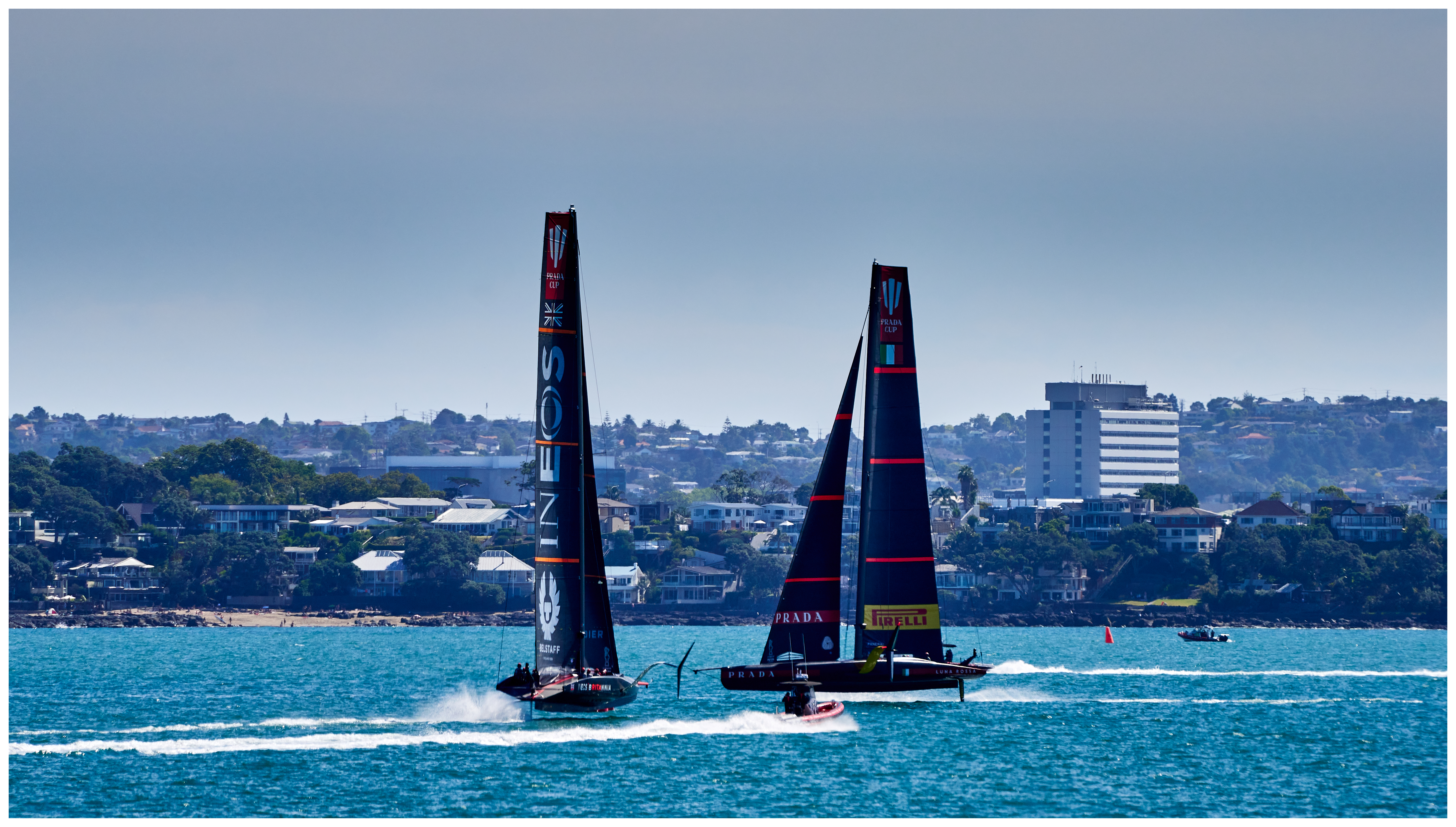
Les deux concurrents de la coupe Prada avec ailes portantes dans et hors de l'eau.

Les AC75 disposent également d'une voile à double peau simulant l'effet d'une aile rigide, ainsi que de pilotes électroniques de stabilisation extrêmement perfectionnés fonctionnant en permanence. Plusieurs composants sont monotypes, tels que le système hydraulique, le mât et les bras de foils.
La jauge a été faite par Emirates Team New Zealand et leur Challenger of Records Luna Rossa Prada Pirelli à la suite de la victoire des premiers lors de la Coupe de 2017.